# Aeroporto di Presidente Prudente
L'aeroporto statale Adhemar de Barros (in portoghese Aeroporto Estadual Adhemar de Barros) è un aeroporto brasiliano che serve la città di Presidente Prudente, nell'ovest dello stato di San Paolo.